# Нибиру
Ниби́ру, Неберу (шумер. «место пересечения, переправа, центр») — космогоническое понятие шумеро-аккадской мифологии. Упоминается в «Энума элиш» и ассоциируется с богом Мардуком.

## Цитаты
Он [Мардук] устроил стоянки богам великим.

Звёзды-планеты, подобья богов, он сделал.

Он год разделил — начертил рисунок:

Двенадцать месяцев звёздных расставил он по три [зодиак.

5 Когда ж начертил он на небе рисунок дней года,

Закрепил он стоянку Неберу, дабы центр указать всем звёздам.

Никто бы не погрешил, не стал бы небрежен!

По сторонам Неберу он сделал стоянки Энлилю и Эйе.

С обеих небесных сторон открыл он ворота,

10 Он затворы поставил справа и слева.

Он зенит во чреве Тиамат поставил.

Дал сияние Месяцу — хранителю ночи!

Научил его сотворению дня — для распознания суток!
— Табличка V, 1-15 // Энума элиш
124 С помощью Не-беру держит он [Мардук] пересечение небес и подземного мира,

125 Не пересекают они ни сверху, ни снизу, а ждут его.

126 Не-беру его звезда, поставленная им сверкать в небе,

127 Пусть он стоит на небесной лестнице, чтобы они могли видеть его.

128 Да, он тот кто непрерывно без отдыха пересекает Море [Тиамат, небо, Млечный Путь],

129 Пусть его имя будет Не-беру, кто держит её середину,

130 Пусть он фиксирует пути небесных звёзд,

131 Пусть он пасёт всех богов как овец,

132 Пусть он связывает Тиа-мат и держит её жизнь в смертельной опасности,

Оригинальный текст (англ.)

124 As Ne-beru let him hold the crossing place of heaven and underworld,

125 They should not cross above or below, but should wait for him.

126 Ne-beru is his star, which he caused to shine in the sky,

127 Let him take his stand on the heavenly staircase that they may look at him.

128 Yes, he who constantly crosses the Sea without resting,

129 Let his name be Ne-beru, who grasps her middle,

130 Let him fix the paths of the stars of heaven,

131 Let him shepherd all the gods like sheep,

132 Let him bind Tia-mat and put her life in mortal danger,— Табличка VII, 124-132 / англ. пер. Wilfred G. Lambert; пер. с англ.

## Трактовки
Упоминания Нибиру в месопотамских табличках отрывочны, часто связаны с эпитетами Мардука, что даёт повод для разных толкований. Астрономические ассоциации затруднены тем, что из-за предварения равноденствий расположение звёзд на небе отличалось от современного. В частности, в эпоху шумеров полярной звездой был Тубан, α созвездия Дракона (Тиамат). Другой нюанс в том, что в Древнем мире Земля считалась плоской, омываемой океаном (морем Тиамат), в частности так трактуются понятие «двух небесных ворот» по сторонам горизонта, в которые «уходят» звёзды на закате, и по «подземному миру» «переправляются» (шумер. «нибиру») на восход.
Согласно гипотезе, что Нибиру, являясь «местом пересечения», делит не горизонт, а небесный экватор, — Тиамат является Млечным Путём, или тёмной полосой в его середине, а Нибиру расположена на Млечном Пути.
Если считать Нибиру астрономическим телом, то другая сложность состоит в том, что существуют реконструированные списки звёзд, почитаемых в шумеро-аккадской культуре. Так что небесные объекты, которые могут быть похожи по ряду теорий на Нибиру, уже упомянуты в этих списках как отдельные объекты. Также древние делили небо на несколько «путей», связанных с главными богами. Нибиру располагалась на пути бога Ану и была видна в месяц Адар, что тоже отбрасывает ряд гипотез.
Нибиру несколько раз связывается с планетой Юпитер, единожды ассоциируется с Меркурием. Некоторые учёные считают Нибиру непосредственно Юпитером, хотя это противоречит спискам. Есть гипотеза, указывающая на пояс Ориона, однако Бетельгейзе не видна в месяц Адар. Есть гипотеза, связывающая Нибиру со звездой Сириус — ярчайшей звездой ночного неба.
В табличке V Нибиру описывается отдельно от планет и звёзд. Описание («закреплённая стоянка» в «центре» «двенадцати месяцев звёздных») позволяет толковать понятие как фиксированную точку на оси мира или оси эклиптики небесной сферы. Следующая 11-я строфа о «зените во чреве Тиамат» также описывает ось эклиптики. Дело в том, что северный полюс оси эклиптики находился в созвездии Дракона, называвшимся в шумеро-аккадской космологии драконом Тиамат.
Исследователи мифологии отмечают родственность мифов Древнего мира о драконе Тиамат, убитой Мардуком. В частности с греческим мифом, по которому названо созвездие «Дракон», этот дракон был убит Гераклом (соседнее созвездие) во время Титаномахии. Во схожем соседнем индийском мифе бог-громовержец Индра убивает и расчленяет тело змея Вритры. В индийской мифологии Индре посвящено созвездие Овна. А в соседнем Иране у персов имя планеты Марс (астрологический управитель Овна) было «Веретрагна», что означает «убийца Вритры». По этой гипотезе маловероятно, что Нибиру — это Марс, поскольку он уже упомянут в астролябиях помимо Нибиру. Но в Овне также имеется яркая звезда Гамаль, которая могла быть маркером точки весеннего равноденствия и, следовательно, могла быть звездой Мардука Неберу.
Другие исследователи считают Нибиру любым видимым астрономическим объектом, отмечающим равноденствие, происходившее в конце месяца Адар. Или так могла называться небесная точка, отмечающая равноденствие; поскольку 1-2 тысячи лет ранее на этом месте был Альдебаран, который мог считаться Нибиру, потом сместился, но точка могла сохранить название по традиции.

## Современная маргинальная теория
Существует лженаучная гипотеза, что Нибиру является планетой X, чья эллиптическая орбита в перигелии пересекает Солнечную систему между Марсом и Юпитером раз в 3600 лет. Первоисточником идеи о ней был популяризатор теории палеоконтактов Захария Ситчин, публиковавший книги по этой теме начиная с 1976 года. Также он утверждал, что оттуда на Землю прилетали инопланетяне, известные у шумеров как «ануннаки» и в Библии как «нефилим» или «исполины», и вошедшие в мировую историю как боги различных древних культур.
Многие последователи идей Ситчина предсказывали, что должен был быть конец света в 2012 году из-за гравитационного влияния Нибиру, которая якобы должна была пролететь мимо Земли.